# Sin miedo (álbum de Ádammo)
Sin miedo es el álbum debut de la banda de power pop peruana Ádammo. Se publicó en el año 2009, y contiene doce canciones. Debido al gran éxito del disco en cadenas nacionales e internacionales, la banda resultó ganadora de un premio en los Premios MTV 2009 en la categoría «Mejor artista nuevo».
El disco contiene los sencillos «Sin miedo» y «En tus sueños», ambos con un gran éxito a nivel nacional y latinoamericano, llegando a los primeros puestos en diferentes listas de canciones.

## Lista de canciones
1. Análisis de amor
2. Se acabó
3. Sin miedo
4. Contigo o nada
5. Vuelve la noche
6. Día a día
7. Me enseñaste
8. Caminando sin rumbo
9. Por primera vez
10. En tus sueños
11. Lágrimas
12. Lo sabes bien
13. Hoy quiero

## Posiciones de los sencillos en rankings
| Año  | Ranking                   | Tema          | Ubicación |
| ---- | ------------------------- | ------------- | --------- |
| 2009 | Los 100 + pedidos de 2009 | Sin miedo     | 27        |
| 2009 | Los 100 + pedidos de 2009 | En tus sueños | 1         |
| 2010 | 10 años, 100 videos       | En tus sueños | 52        |

- Datos: Q6128962